# Ксани (крепость)
Крепость Ксани (груз. ქსნის ციხე), также известная как крепость Мтквари (груз. მტკვრის ციხე), — крепость в восточной Грузии, расположенная на стратегически важной высоте с видом на слияние реки Ксани с Курой в историческом районе Мухрани, в настоящее время входящем в состав Мцхетского муниципалитета. Она была построена при князе Баграте I Мухранбатони в 1512 году и реконструирована его потомком в 1746 году. Крепость внесена в список недвижимых памятников культуры национального значения Грузии.

## Расположение
Крепость Ксани расположена на вершине 600-метровой горы Саркинети на левом берегу реки Ксани в окрестностях села Цихисдзири (Мцхетский муниципалитет, край Мцхета-Мтианети). Она занимает стратегически важное расположение, с видом на слияние рек Ксани и Кура. Доступная только с юго-западной стороны крепость открывает обзор на обе речные долины. Крепость Ксани можно увидеть с главной автомагистрали Грузии Восток—Запад.
Сохранившаяся крепость в плане образует неправильную многоугольную форму. Первоначальное здание было построено из булыжника; смесь же каменной и кирпичной кладки является результатом реконструкции XVIII века. Стены укреплены бастионами и башнями разного размера и формы и увенчаны зубчатыми парапетами. Они оборудованы амбразурами и ронделями. Во внутреннем дворе располагался пруд и винный погреб. Раньше вода подавалась по акведуку, который тянулся вдоль горного хребта на протяжении нескольких километров.

## История

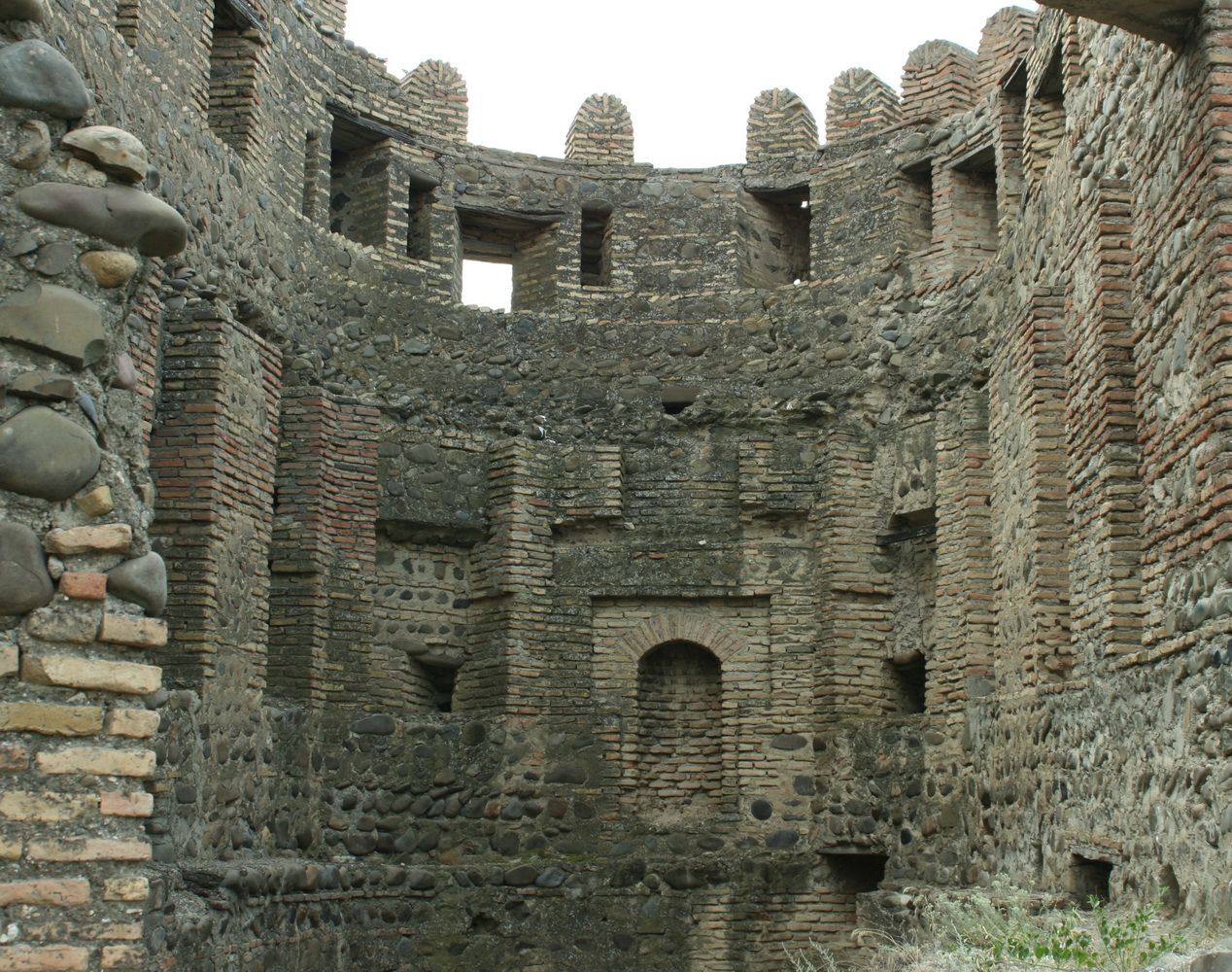
Внутренние стены.

Крепость упоминается в ранних письменных источниках как Мтквари (более архаично Мткури) или Мтвери, но большую известность она получила под названием Ксани. Она была построена князем Багратом I Мухранбатони, который выпросил у своего старшего брата, царя Давида X Картлийского, район Мухрани, где и основал своё собственное княжество. Крепость сразу же стала мишенью соседнего грузинского правителя Георгия II Кахетинского, осадившего её. Согласно одному преданию, после трёхмесячного противостояния Георгий II в насмешку послал Баграту I свежее вино, полагая, что осаждённые голодают. Получив взамен живого лосося из замкового пруда, Георгий II пришёл к выводу, что осада бесполезна, и отступил. Тем не менее война продолжилась, и в 1513 году Баграту I удалось захватить Георгия II в плен и заключить его в Ксанской крепости. Она осталась во владении рода Багратионов-Мухранских, основанного Багратом I, но постепенно приходила в упадок. В 1746 году Константин III Багратион-Мухранский перестроил крепость и поместил над её воротами памятную надпись.